# Apatura lutescens
Apatura lutescens är en fjärilsart som beskrevs av Schultz 1904. Apatura lutescens ingår i släktet Apatura och familjen praktfjärilar. Inga underarter finns listade i Catalogue of Life.